# Daniel Schmidt (calciatore)
Daniel Yuji Yabuki Schmidt (シュミット・ダニエル?, Shumitto Danieru; Springfield, 3 febbraio 1992) è un calciatore giapponese con cittadinanza statunitense, portiere del Nagoya Grampus. Con la nazionale giapponese è stato vicecampione d'Asia nel 2019.

## Biografia
Daniel è nato da padre tedesco-americano e madre giapponese. Nato nell'Illinois, all'età di due anni va a vivere in Giappone. Ha giocato a calcio nella squadra del suo istituto scolastito, la Tohoku Gakuin della prefettura di Miyagi, frequentando lì sia le scuole medie che quelle superiori. Successivamente studia all'Università di Chuo.

## Caratteristiche tecniche
Nato all'inizio come centrocampista, è al liceo che Schmidt si converte in un portiere: quando studiava alle scuole medie aveva praticato la pallavolo imparando a leggere la traiettoria della palla nel gioco difensivo.Usa una tecnica di gioco essenziale, si affida al proprio senso del posizionamento, è un portiere reattivo e quando esegue la parata si avvale principalmente della respinta.

## Carriera

### Club

#### Roasso Kumamoto e Matsumoto Yamaga
Debutta nel calcio professionistico il 26 aprile 2014 con la maglia del Roasso Kumamoto nella J2 League, pareggiando 1-1 contro il V-Varen Nagasaki. Gioca solo quattro partite nel suo primo campionato, tutte finite in pareggio. Nell'edizione 2015 del campionato nipponito di seconda divisione è protagonista di una buona prestazione, infatti sempre contro il V-Varen Nagasaki conquista la sua prima vittoria come professionista, 6 giugno, nel match che si conclude per 1-0, nelle partite contro il Thespa Gunma e il Avispa Fukuoka che si sono concluse rispettivamente con un pareggio di 1-1 e uno sconfitta di 1-0 Schmidt subisce dei rigori concessi agli avversari per dei falli da lui commessi.
Nel 2016, gioca per il Matsumoto Yamaga come primo portiere, debuttando il 26 febbraio nella sconfitta per 1-0 contro il Roasso Kumamoto. Nonostante il difficile inizio di stagione, conduce un buon campionato giocando tutte le partite ad eccezione del pareggio per 1-1 contro l'Ehime FC, partita in cui è assente per un infortunio.

#### Vegalta Sendai e Sint-Truiden
Debutta prima volta nella massima divisione del calcio giapponese, la J1 League, vestendo la maglia del Vegalta Sendai, partita è contro il Kashima Antlers, in cui la squadra giallo-blu viene sconfitta per 4-1. Conclude anzitempo la stagione a causa di un infortunio alla caviglia. Nell'edizione 2017 della Coppa del Giappone, la squadra arriva ai quarti di finale giocando contro il Kashima Antlers, Schmidt gioca titolare entrambe le partite, ma nonostante la buona performance nel match di andata vinta per 3-1, la squadra viene eliminata perdendo per 3-2 il match di ritorno. Durante la Coppa dell'Imperatore la squadra giunge in finale dove Schmidt, il 9 dicembre 2018 subisce una rete da Tomoya Ugajin e l'Urawa Red Diamonds vince per 1-0. 
Gioca come titolare nell'edizione 2019 del campionato giapponese, lasciando la squadra a metà stagione, trasferendosi in Belgio ,dove gioca per il Sint-Truiden, facendo un pessimo debutto e perdendo per 6-0 contro il Club Bruges, la partita successiva è contro lo Standard Liègi che finisce con una vittoria per 2-1, il 25 settembre gioca la sua prima partita di Coppa del Belgio ottenendo una vittoria per 2-0 ai tempi supplementari contro l'OH Leuven, tuttavia Schmidt resta lontano dal campo da gioco nelle ultime giornate del campionato per via di un infortunio alla coscia.
Nell'edizione successiva del campionato non viene adoperato nelle prime giornate preferendo avere in mezzo ai pali il portiere Kenny Steppe, ma per via delle prestazioni poco convincenti di quest'ultimo, Schmidt torna a essere il primo portiere a cominciare dalla partita vinta per 2-0 contro il Standard Liègi, il 25 ottobre 2020, dopo la quale, anche grazie all'ottima performance mostrata, viene eletto titolare per l'intera stagione. Nell'edizione 2022-2023 della Coppa del Belgio, Schmidt viene espulso al primo minuto di gioco commettendo un fallo, e la squadra in svantaggio numerico per tutta la partita perde per 2-0 contro lo Zulte Waregem.

#### Gent e Nagoya Grampus
Il 28 dicembre 2023, Schmidt passa definitivamente al Gent, sempre nella massima serie belga, con cui firma un contratto valido fino al giugno 2027.Debutta il 16 gennaio 2024 perdendo per 1-0 contro il Club Bruges, durante la sua prima stagione vince solo due partite: contro il KAS Eupen (2-0) e lo Standard Liègi (4-1). Nella stagione successiva gioca solo cinque partite facendo quasi sempre da panchinaro.
Torna in Giappone nel 2025 giocando con il Nagoya Grampus, debutta nella Coppa J. League nel match che si è concluso ai tempi supplementari contro il Tegevajaro Miyazaki vinto per 3-0.

### Nazionale
Il 16 novembre 2018, debutta con la Nazionale del Giappone contro il Venezuela, inizialmente in vantaggio Schmidt subisce poi un rigore Tomás Rincón e la partita si conclude con un pareggio per 1-1. Nel 2019 prende parte a una sola partita della Coppa d'Asia dietro al titolare Shūichi Gonda. Il Giappone arriverà 2° in questa edizione della coppa continentale, Schmidt ha giocato una sola partita, contro l'Uzbekistan vincendo per 2-1, l'unico match da lui disputato in un torneo ufficiale, infatti negli anni successivi viene impiegato solo in partite amichevoli. 
Nel 2019 disputa dei match che si concludono che delle vittorie per 1-0 contro la Bolivia e per 2-0 contro El Salvador, oltre a un pareggio per 0-0 contro Trinidad e Tobago. Nel 2020, gioca in due partite amichevoli, la prima vinta per 1-0 contro il Costa d'Avorio e la seconda persa per 2-0 contro il Messico (la sua prima sconfitta con la maglia del Giappone).
All'83º minuto di gioco contro l’Ecuador, disputata il 27 settembre 2022, para un rigore a Enner Valencia facendo in modo che la partita si concluda a reti inviolate per 0-0. Viene inserito nella lista dei 26 convocati per il Mondiale 2022, ma non viene mai impiegato nelle 4 partite disputate dal Giappone. Il 12 settembre 2023 disputa la sua ultima partita con la nazionale nipponica battendo per 4-2 la Turchia, Schmidt entra in campo nei minuto di recupero del primo tempo sostituendo Kōsuke Nakamura.

## Statistiche

### Presenze e reti nei club
Statistiche aggiornate al 23 aprile 2023.
| Stagione               | Squadra                | Campionato             | Campionato | Campionato | Coppa nazionale | Coppa nazionale | Coppa nazionale | Coppe continentali | Coppe continentali | Coppe continentali | Altre coppe | Altre coppe | Altre coppe | Totale | Totale |
| Stagione               | Squadra                | Comp                   | Pres       | Reti       | Comp            | Pres            | Reti            | Comp               | Pres               | Reti               | Comp        | Pres        | Reti        | Pres   | Reti   |
| ---------------------- | ---------------------- | ---------------------- | ---------- | ---------- | --------------- | --------------- | --------------- | ------------------ | ------------------ | ------------------ | ----------- | ----------- | ----------- | ------ | ------ |
| gen.-apr. 2014         | Vegalta Sendai         | J1                     | 0          | 0          | CdL             | 1               | -2              | -                  | -                  | -                  | -           | -           | -           | 1      | -2     |
| apr.-mag. 2014         | Roasso Kumamoto        | J2                     | 4          | -3         | -               | -               | -               | -                  | -                  | -                  | -           | -           | -           | 4      | -3     |
| mag.-dic. 2014         | Vegalta Sendai         | J1                     | 0          | 0          | CdL+CI          | 0               | 0               | -                  | -                  | -                  | -           | -           | -           | 0      | 0      |
| gen.-mag. 2015         | Vegalta Sendai         | J1                     | 0          | 0          | CdL             | 0               | 0               | -                  | -                  | -                  | -           | -           | -           | 0      | 0      |
| giu.-dic. 2015         | Roasso Kumamoto        | J2                     | 26         | -20        | CI              | 2               | -1              | -                  | -                  | -                  | -           | -           | -           | 28     | -21    |
| Totale Roasso Kumamoto | Totale Roasso Kumamoto | Totale Roasso Kumamoto | 30         | -23        |                 | 2               | -1              |                    | -                  | -                  |             | -           | -           | 32     | -24    |
| 2016                   | Matsumoto Yamaga       | J2                     | 41+1       | -31 + -2   | CI              | 1               | -2              | -                  | -                  | -                  | -           | -           | -           | 43     | -35    |
| 2017                   | Vegalta Sendai         | J1                     | 20         | -31        | CdL+CI          | 4+0             | -10+0           | -                  | -                  | -                  | -           | -           | -           | 24     | -41    |
| 2018                   | Vegalta Sendai         | J1                     | 18         | -29        | CdL+CI          | 1+3             | -2 + -4         | -                  | -                  | -                  | -           | -           | -           | 22     | -35    |
| gen.-lug. 2019         | Vegalta Sendai         | J1                     | 19         | -30        | CdL+CI          | 2+0             | -2+0            | -                  | -                  | -                  | -           | -           | -           | 21     | -32    |
| Totale Vegalta Sendai  | Totale Vegalta Sendai  | Totale Vegalta Sendai  | 57         | -90        |                 | 11              | -20             |                    | -                  | -                  |             | -           | -           | 68     | -110   |
| 2019-2020              | Sint-Truiden           | D1                     | 20         | -37        | CB              | 2               | -3              | -                  | -                  | -                  | -           | -           | -           | 22     | -40    |
| 2020-2021              | Sint-Truiden           | D1                     | 24         | -32        | CB              | 0               | 0               | -                  | -                  | -                  | -           | -           | -           | 24     | -32    |
| 2021-2022              | Sint-Truiden           | D1                     | 31         | -36        | CB              | 0               | 0               | -                  | -                  | -                  | -           | -           | -           | 31     | -36    |
| 2022-2023              | Sint-Truiden           | D1                     | 31         | -36        | CB              | 2               | -1              | -                  | -                  | -                  | -           | -           | -           | 33     | -37    |
| Totale Sint-Truiden    | Totale Sint-Truiden    | Totale Sint-Truiden    | 106        | -141       |                 | 4               | -4              |                    | -                  | -                  |             | -           | -           | 110    | -145   |
| Totale carriera        | Totale carriera        | Totale carriera        | 235        | -287       |                 | 18              | -27             |                    | -                  | -                  |             | -           | -           | 253    | -314   |

### Cronologia presenze e reti in nazionale
| Cronologia completa delle presenze e delle reti in nazionale ― Giappone | Cronologia completa delle presenze e delle reti in nazionale ― Giappone | Cronologia completa delle presenze e delle reti in nazionale ― Giappone | Cronologia completa delle presenze e delle reti in nazionale ― Giappone | Cronologia completa delle presenze e delle reti in nazionale ― Giappone | Cronologia completa delle presenze e delle reti in nazionale ― Giappone | Cronologia completa delle presenze e delle reti in nazionale ― Giappone | Cronologia completa delle presenze e delle reti in nazionale ― Giappone |
| Data                                                                    | Città                                                                   | In casa                                                                 | Risultato                                                               | Ospiti                                                                  | Competizione                                                            | Reti                                                                    | Note                                                                    |
| ----------------------------------------------------------------------- | ----------------------------------------------------------------------- | ----------------------------------------------------------------------- | ----------------------------------------------------------------------- | ----------------------------------------------------------------------- | ----------------------------------------------------------------------- | ----------------------------------------------------------------------- | ----------------------------------------------------------------------- |
| 16-11-2018                                                              | Ōita                                                                    | Giappone                                                                | 1 – 1                                                                   | Venezuela                                                               | Amichevole                                                              | -1                                                                      |                                                                         |
| 17-1-2019                                                               | al-'Ayn                                                                 | Giappone                                                                | 2 – 1                                                                   | Uzbekistan                                                              | Coppa d'Asia 2019 - 1º turno                                            | -1                                                                      |                                                                         |
| 26-3-2019                                                               | Kobe                                                                    | Giappone                                                                | 1 – 0                                                                   | Bolivia                                                                 | Amichevole                                                              | -                                                                       |                                                                         |
| 5-6-2019                                                                | Toyota                                                                  | Giappone                                                                | 0 – 0                                                                   | Trinidad e Tobago                                                       | Amichevole                                                              | -                                                                       |                                                                         |
| 9-6-2019                                                                | Rifu                                                                    | Giappone                                                                | 2 – 0                                                                   | El Salvador                                                             | Amichevole                                                              | -                                                                       |                                                                         |
| 13-10-2020                                                              | Utrecht                                                                 | Giappone                                                                | 1 – 0                                                                   | Costa d'Avorio                                                          | Amichevole                                                              | -                                                                       |                                                                         |
| 17-11-2020                                                              | Graz                                                                    | Giappone                                                                | 0 – 2                                                                   | Messico                                                                 | Amichevole                                                              | -2                                                                      |                                                                         |
| 2-6-2022                                                                | Sapporo                                                                 | Giappone                                                                | 4 – 1                                                                   | Paraguay                                                                | Amichevole                                                              | -1                                                                      |                                                                         |
| 14-6-2022                                                               | Suita                                                                   | Giappone                                                                | 0 – 3                                                                   | Tunisia                                                                 | Amichevole                                                              | -3                                                                      |                                                                         |
| 23-9-2022                                                               | Düsseldorf                                                              | Giappone                                                                | 2 – 0                                                                   | Stati Uniti                                                             | Amichevole                                                              | -                                                                       | 46’                                                                     |
| 27-9-2022                                                               | Düsseldorf                                                              | Giappone                                                                | 0 – 0                                                                   | Ecuador                                                                 | Amichevole                                                              | -                                                                       |                                                                         |
| 24-3-2023                                                               | Tokyo                                                                   | Giappone                                                                | 1 – 1                                                                   | Uruguay                                                                 | Amichevole                                                              | -1                                                                      |                                                                         |
| 28-3-2023                                                               | Ōsaka                                                                   | Giappone                                                                | 1 – 2                                                                   | Colombia                                                                | Amichevole                                                              | -2                                                                      |                                                                         |
| 12-9-2023                                                               | Genk                                                                    | Giappone                                                                | 4 – 2                                                                   | Turchia                                                                 | Amichevole                                                              | -1                                                                      | 45+3’                                                                   |
| Totale                                                                  |                                                                         | Presenze                                                                | 14                                                                      |                                                                         | Reti                                                                    | -12                                                                     |                                                                         |